# Didemnum contortum
Didemnum contortum är en sjöpungsart som beskrevs av Monniot 1997. Didemnum contortum ingår i släktet Didemnum och familjen Didemnidae. Inga underarter finns listade i Catalogue of Life.